# Daniel Šmejkal
Daniel Šmejkal (* 28. August 1970 in Pilsen) ist ein ehemaliger tschechischer Fußballspieler und derzeitiger -trainer.

## Vereinskarriere
Daniel Šmejkal begann bei ZČE Pilsen, mit 13 Jahren wechselte er zum größeren Klub in der Stadt Škoda Pilsen. In der Saison 1988/89 debütierte er für Škoda in der ersten tschechoslowakischen Liga. Anschließend wechselte er zu Dukla Prag, um dort seinen Wehrdienst abzuleisten. Nach anderthalb Jahren kehrte er nach Pilsen zurück, mittlerweile spielte die Mannschaft nur noch in der 2. Liga. 1993, gleichzeitig mit der Einführung einer eigenständigen tschechischen Liga glückte dem inzwischen in Viktoria Pilsen umbenannten Verein die Rückkehr in die Erstklassigkeit.
Šmejkal spielte eine hervorragende Saison und erzielte acht Tore. Im Anschluss wurde er von Slavia Prag verpflichtet, wo er in der Meistersaison 1995/96 zu den Leistungsträgern zählte. Im Sommer 1997 wechselte der Mittelfeldspieler zum 1. FC Nürnberg in die 2. Bundesliga, ein Jahr später zum Ligakonkurrenten KFC Uerdingen 05. Zur Saison 1999/00 kehrte Šmejkal nach Tschechien zurück und unterschrieb bei Marila Příbram.
2002 verabschiedete sich Daniel Šmejkal vom Profifußball und wechselte zum FC Střížkov in die drittklassige ČFL. In der Saison 2006/07, schon als Trainer bei der A-Jugend von Slavia Prag tätig, stand er im Kader des Viertligisten Viktorie Jirny.

## Nationalmannschaft
Seine hervorragende Form in den Jahren 1994 und 1995 brachte Šmejkal zehn Länderspiele in diesem Zeitraum ein. Er traf in den Spielen gegen Frankreich (2:2), gegen Malta (6:1) und in seinem letzten Spiel gegen die Slowakei (1:1). 

## Trainerlaufbahn
Daniel Šmejkals erste Trainerstation waren die A-Junioren seines ehemaligen Klubs Slavia Prag. Zur Saison 2007/08 übernahm er das B-Team Slavias in der 3. Liga (ČFL). In der Saison 2008/09 war Šmejkal Co-Trainer beim FK Bohemians Prag und hauptverantwortlicher Trainer der zweiten Mannschaft. In der Spielzeit 2009/10 ist er Assistent beim FC Vysočina Jihlava. Von 2014 bis 2016 war er Trainer des FK Baník Sokolov. Seit 2016 ist Šmejkal Trainer des FK Teplice.